# Подери ди Монтемерано
Подери ди Монтемерaно (итал. Poderi di Montemerano) је насеље у Италији у округу Гросето, региону Тоскана. 
Према процени из 2011. у насељу је живело 96 становника. Насеље се налази на надморској висини од 336 м.